# 클라우스 볼퍼만
클라우스 볼퍼만(독일어: Klaus Wolfermann, 1946년 3월 31일~2024년 12월 18일)은 전 서독의 창던지기 선수이다.
바이에른주 알트도르프 바이 뉘른베르크 출신으로 1972년 뮌헨 올림픽 금메달리스트인 볼퍼만은 5회 라운드에서 90.48m의 올림픽 기록과 함께 전 올림픽 금메달리스트 야니스 루시스를 앞섰다.
1973년 5월 5일 세계 기록 93.80m와 함께 루시스의 전 기록을 앞선 볼퍼만의 기록은 1976년 7월 26일까지 경신되지 않았다.